# 那覇市立石田中学校
那覇市立石田中学校（なはしりつ いしだちゅうがっこう）は、沖縄県那覇市繁多川五丁目にある市立中学校。

## 沿革
- 昭和40年（1965年）4月1日-創立

## 通学区域
字上間120番地、124番地、141番地～143番地、598番地1、613番地～615番地、618番地、656番地1、上間1丁目(全部)、字識名212番地～217番地、230番地～236番地、241番地～242番地、245番地～247番地、264番地～277番地、279番地～281番地、283番地～284番地、286番地～288番地、290番地～293番地、295番地～299番地、301番地～311番地、313番地～340番地、342番地、344番地、383番地、385番地～387番地、443番地～446番地、1047番地～1048番地、1055番地～1057番地、1134番地～1150番地、1154番地～1155番地、識名1丁目5番、9番～25番、識名2丁目～4丁目(全部)、長田2丁目13番～32番、繁多川1丁目1番～14番、繁多川2丁目1番～2番、10番29号～10番49号、11番1号～11番31号、11番56号～11番92号、12番～17番、繁多川4丁目1番～4番、8番～9番、10番1号～10番10号、10番36号～10番38号、繁多川5丁目(全部)、字真地1番地～99番地、111番地～242番地、247番地～248番地、388番地、393番地、396番地～400番地、415番地～470番地、472番地～474番地、三原3丁目10番～15番、16番14号～16番34号、17番～21番

## 区域内小学校
- 那覇市立識名小学校
- 那覇市立上間小学校
- 那覇市立真和志小学校
- 那覇市立真地小学校
- 那覇市立松川小学校

## 著名な出身者
- 内間政成(スリムクラブ)
- 安里紀輝(UNDEFEATED)
- 知念哲矢（プロサッカー選手）